# Wilhelm Madelung
Wilhelm Madelung (* 1774; † 1855) war ein deutscher Bankier und Unternehmer in Gotha. Er ist der Stammvater der Bankiers- und Gelehrtenfamilie Madelung.

## Leben
Die Familie Madelung stammte aus Madelungen bei Eisenach. Wilhelm Madelung wuchs in Gotha als Sohn des dortigen Kaufmanns und Senators Johann August Wilhelm Madelung (1749–1822) und dessen Frau Dorothea, geb. Mevius, in Gotha auf. Seine jüngeren Geschwister waren der spätere Geheime Hofrat und Amtsadvokat Karl Ernst August Madelung (1776–1849) und Johanna Friederike Madelung (1779–1859). Die Familie gehörte zu den reichsten der Stadt Gotha und besaß dort unter anderem das Bankhaus „Madelung & Söhne“, und die „Gothaische Zeitung“.
Nach dem Tode des Vaters 1822 übernahm Wilhelm die Leitung der Bank. Zudem war er als Direktor der 1820 von Ernst Wilhelm Arnoldi gegründeten Gothaer Feuerversicherung und in der Revisionskommission der 1827 ebenfalls von Arnoldi gegründeten ersten deutschen Lebensversicherung tätig. Er stand in engem Kontakt zum Herzog Ernst I., dem er bei dessen Regierungsantritt 1826 zusammen mit dem Kaufmann Ernst-Wilhelm Arnoldi ein Huldigungsgedicht überreichte. Friedrich Christoph Perthes, dessen Tochter 1831 Madelungs Sohn Moritz geheiratet hatte, bezeichnete 1836 Madelung & Söhne als „meine Bankiers“.

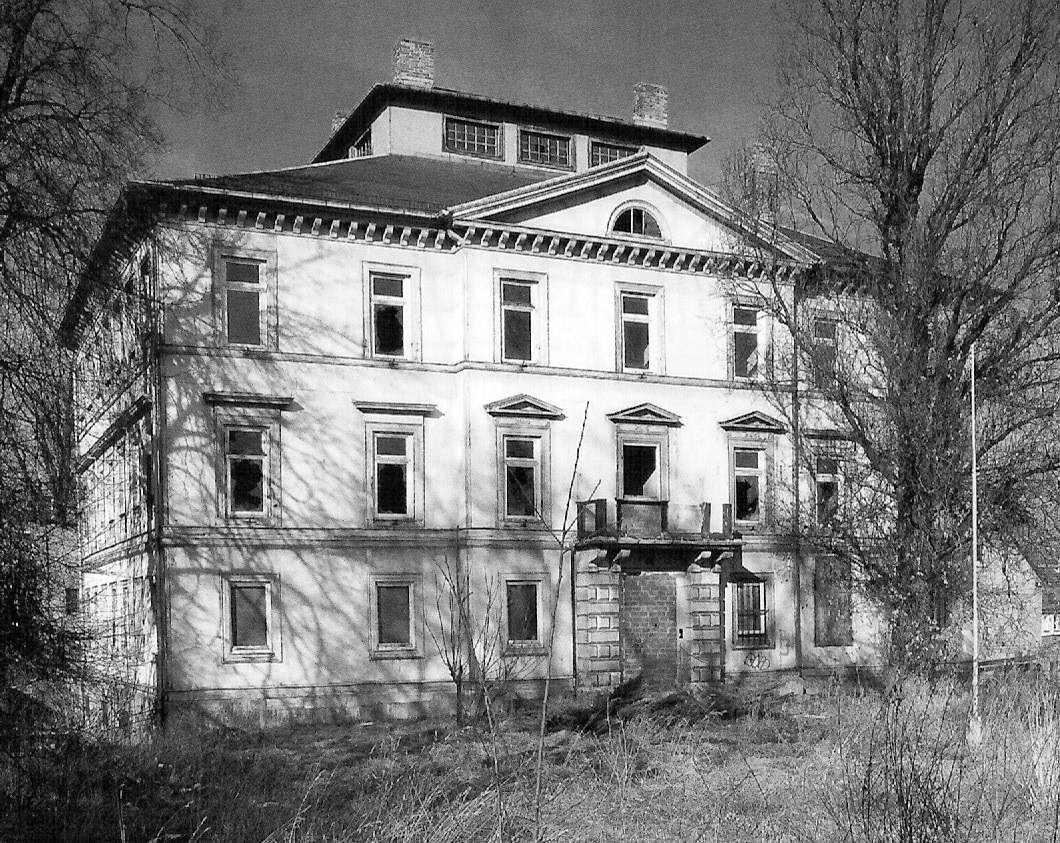
Die inzwischen abgebrochene Villa Madelung um 1996

1836 bis 1837 ließ Wilhelm Madelung durch den Hofarchitekten Gustav Eberhard für seine Familie ein geräumiges Haus, die Villa Madelung, errichten.
Nach dem großen Stadtbrand von Hamburg 1842 reiste Madelung unverzüglich nach Hamburg, um sich dort persönlich um die Schadensregulierung der bei der Gothaer Feuerversicherung versicherten Häuser zu kümmern. Er ließ sofort 250.000 Taler nach Hamburg schicken. Mit einer Summe von insgesamt 1.392.580 Talern, die zum Teil durch eine einmalige Nachschusszahlung von den „Mitgliedern“ der Feuerversicherungsbank (also den Versicherten) aufgebracht wurde, konnte er bereits bis zum 27. Juli 1842 eine vollständige Regulierung erreichen und so wesentlich zum guten Ruf der Gothaer Versicherung beitragen. Sein Bruder, Hofrat Karl Ernst, der sich gemeinsam mit 5 weiteren Gothaer Honoratioren durch Spendenaufrufe ebenfalls um Hilfe für Hamburg gekümmert hatte, wurde am 25. Oktober 1847 durch Ernst II. (Sachsen-Coburg und Gotha) mit dem Sachsen-Ernestinischen Verdienstkreuz ausgezeichnet.

## Trivia
Als Schüler des Gymnasiums in Gotha wurde Wilhelm Madelung zum Opfer einer Kathederblüte des Gymnasialdirektors Galletti:

„Da sitzt wieder ein Unruhiger, ich will ihn aber nicht nennen, er heißt mit dem ersten Buchstaben Madelung.“